# جونیوس اسپنسر مورگان
جونیوس اسپنسر مورگان (انگلیسی: Junius Spencer Morgan; ۱۴ آوریل ۱۸۱۳ – ۸ آوریل ۱۸۹۰) بانکدار و سرمایه‌دار اهل ایالات متحده آمریکا بود. وی پدر جان پیرپونت "جی. پی." مورگان و بزرگ خاندان بانکداری مورگان بود.
در سال ۱۸۶۴، او شرکت جی. اس. مورگان و شرکا را در لندن به عنوان جانشین جورج پیبادی و شرکا، که او شریک کوچک آن بود و توسط وی و جورج پیبادی راه‌اندازی شده بود، تأسیس کرد. مورگان با کمک پسرش، بانک خود را به یک امپراتوری مالی فراآتلانتیک تبدیل کرد که شامل شرکت‌هایی در لندن، نیویورک، فیلادلفیا و پاریس می‌شد. در زمان مرگ او در سال ۱۸۹۰، بانک‌های مورگان نیروهای غالب در امور مالی دولتی و راه‌آهن بودند و بانک او، بانک برجسته آمریکایی بود.